# Scott Joplin House State Historic Site
Die Scott Joplin House State Historic Site in St. Louis ist der ehemalige Wohnsitz und Gedenkstätte des 1917 verstorbenen Ragtime-Musikers Scott Joplin. Der State Park ist 1,5 ha groß.
Als Scott Joplin mit seiner Frau Belle nach dem Erfolg des Maple Leaf Rag im Jahr 1900 in das Backstein-Gebäude einzog, war das Wohnviertel überwiegend mit Afro-Amerikanern und deutschen Einwanderern besiedelt. In der Nähe befand sich auch eine Honky-Tonk-Kneipe. In den ersten Jahren komponierte er in der Morgan Street einige seiner bekanntesten Musikstücke: The Entertainer, Elite Syncopations, March Majestic und Ragtime Dance. Sein erstes Werk A Guest of Honor ist verschollen. 1907 zog Joplin weiter nach New York.
Im Dezember 1976 wurde das Gebäude in das National Register of Historic Places eingetragen und erhielt den Status eines National Historic Landmarks. Im Jahr 1984 übertrug der bisherige Besitzer die Liegenschaft dem Department of Natural Resources, Division of State Parks.